# José Chiarella
José Chiarella (Lima, 7 aprile 1929 – 20 settembre 2019) è stato un allenatore di calcio peruviano.

## Carriera
Ha guidato la Nazionale peruviana nella Copa América 1979.